# 이규만
이규만(1972년 5월 30일 ~ )은 대한민국의 영화 감독으로 리턴(2007), 아이들...(2011), 경관의 피(2021) 등을 연출하였다.